# Lluís Puntis i Pujol
Lluís Puntis i Pujol (1930 - 21 de març de 2014) va ser un excursionista i dirigent esportiu català, que fou president del Centre Excursionista de Catalunya.
Exercí com a president del Centre Excursionista de Catalunya durant dos mandats consecutius, entre 1976 i 1980, i entre 1980 i 1984. Durant el seu mandat, es dugué a terme la restauració i ampliació del vell local del carrer Paradís, i s'incorporà una nova instal·lació per incloure l'arxiu fotogràfic del CEC, en el qual es conserven uns 30.000 clixés, incloses les col·leccions dels primers excursionistes. En substitució dels vells refugis de muntanya, es construïren les noves construccions del Refugi d'Amitges i del Refugi de Ventosa i Calvell, i es condicionà Refugi d'Ulldeter, mentre s'iniciaven les obres de recuperació del Xalet-Refugi UEC La Molina. A partir del 2014 s'incorpora a l'Arxiu Fotogràfic del CEC el seu fons personal, que rebrà el nom de "Fons Puntís Pujol (1930-2014)". També fou soci, des de 1975, de la Societat Catalana de Geografia de l'Institut d'Estudis Catalans, i participà en diverses juntes de la Societat.